# Simtex
La Simtex è stata una società statunitense dedita allo sviluppo di videogiochi fondata nel 1988 ad Austin, in Texas. È nota per aver sviluppato i primi due titoli della serie Master of Orion, e lo spin off Master of Magic. Esistette per nove anni prima della sua chiusura nel 1997.

## Giochi pubblicati
- Master of Orion (1993)
- Master of Magic (1994)
- 1830: Railroads & Robber Barons (1995)
- Master of Orion II: Battle at Antares (1996)
- Mech Lords (rinominato Metal Lords durante lo sviluppo a seguito di una disputa con la FASA) (1995 - mai pubblicato)
- Guardians: Agents of Justice (in sviluppo durante la chiusura dell'azienda - mai finito)

## Eredità
I diritti dei prodotti della Simtex furono nelle mani dell'Atari, fino alla loro vendita a varie compagnie nel 2013. Attualmente la società bielorussa Wargaming.net possiede i diritti della serie Master of Orion, mentre quella britannica Slitherine Software quelli di Master of Magic.
Nel 2003, è uscito Master of Orion III, sviluppato dalla Quicksilver Software e pubblicato dall'Atari (sussidiaria della Infogrames).